# Zoltán Teszári
Zoltán Teszári (n. 14 septembrie 1970, Oradea, România) este un om de afaceri român de etnie maghiară, care controlează compania de comunicații RCS & RDS.
În anul 2011, averea sa era estimată la 370 de milioane de euro, Teszári fiind cel mai bogat om de afaceri din Județul Bihor, cel mai bogat etnic maghiar din România și unul din cei mai bogați cetățeni români. În 2022 averea lui era estimată la 1,9 miliarde de lei.